# Rue Jeanne-d'Arc (Issy-les-Moulineaux)
Pour les articles homonymes, voir Rue Jeanne-d'Arc.
La rue Jeanne-d'Arc est une voie de communication d'Issy-les-Moulineaux, menant à Paris.

## Situation et accès
Cette rue est accessible par la ligne 2 du tramway d'Île-de-France.
Elle emprunte le tracé historique de la rue Guynemer, qu'elle rencontre au croisement de la rue Foucher-Lepelletier, ancienne rue de Javelle.
À Paris, elle est prolongée par la rue de la Porte-d'Issy, fruit d'une annexion par la ville de Paris en 1925.

## Origine du nom
Cette rue rend hommage à Jeanne d'Arc, héroïne de l'histoire de France, chef de guerre et sainte de l'Église catholique.

## Historique

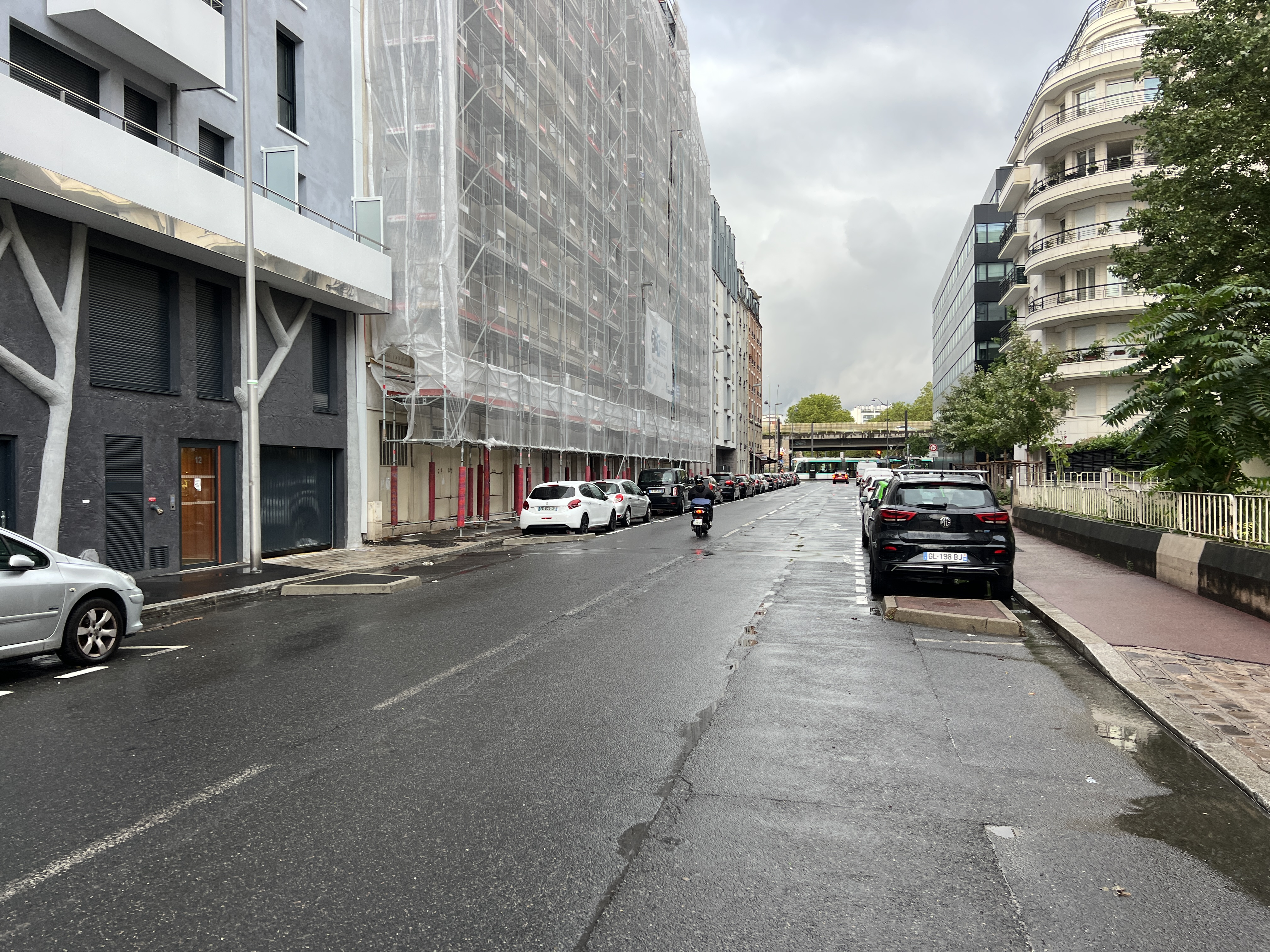
La rue en août 2023.

La rue Jeanne d’Arc connaît de nombreuses transformations depuis plusieurs années.
Cette voie figure parmi les clichés de la série photographique 6 mètres avant Paris réalisée en 1971 par Eustachy Kossakowski, œuvre qui représente les cent-cinquante-neuf voies pénétrantes dans la capitale. Elle est la seule rue parmi cent-cinquante-huit avenues.
C'est dans cette rue que s'est déroulée l'affaire du bal d'Issy-les-Moulineaux de 1972, lorsqu'un groupe de vingt-six familles de travailleurs, en grande majorité yougoslaves, s'installèrent dans deux vastes maisons vides au no 4 et 6, et qu'un commando armé y fit irruption.

## Bâtiments remarquables et lieux de mémoire
- Ancien bâtiment Thomson, à l'angle de la rue d'Oradour-sur-Glane.